# Vexitomina radulaeformis
Vexitomina radulaeformis é uma espécie de gastrópode do gênero Vexitomina, pertencente a família Horaiclavidae.